# 예산교통
예산교통(禮山交通)은 충청남도 예산군의 농어촌버스 업체이며, 본사는 충청남도 예산군 예산읍 예산로 306 (향천리)에 있다.

## 역사
1981년 1월 1일 충남교통운수(현 충남고속)에서 분리하면서 충청남도 예산군 예산읍 예산리 438-1번지에서 설립하였으며, 1989년 1월 19일 본사를 현 위치로 이전하였다.

## 운행 노선
2014년 12월 기준이다.
| 운행업체 | 보유 노선수 | 면허 대수 | 등록 대수 |
| -------- | ----------- | --------- | --------- |
| 예산교통 | 143         | 47        | 47        |

## 보유 차량
자일대우 레스타, NEW BS090과 현대 그린시티, 일렉시티로 운행한다.